# Rombicosidodecaedro paragirodiminuído
Em geometria, o rombicosidodecaedro paragirodiminuído é um dos sólidos de Johnson (J77). Pode ser construído como um rombicosidodecaedro com uma cúpula pentagonal removida e a outra oposta rotacionada 36 graus.

## Descrição do sólido
Formado por 105 arestas e 55 vértices, contendo 52 faces, destas 15 triângulos, 25 quadrados, 11 pentágonos e 1 decágono.